# Dunajowce (stacja kolejowa)
Dunajowce (ukr. Дунаївці) – stacja kolejowa w miejscowości Dunajiwci, w rejonie kamienieckim, w obwodzie chmielnickim, na Ukrainie. Położona jest na linii Chmielnicki – Kamieniec Podolski – Kelmieńce.
Stacja istniała w okresie międzywojennym. Powstała w oddaleniu od skupisk ludzkich i została nazwana od położonego o kilkanaście kilometrów miasta Dunajowce. Po jej wybudowaniu, powstała wokół niej miejscowość Dunajiwci.